# Lijst van Sonic-spellen
Hieronder staat een lijst van computerspellen waar Sega's mascotte Sonic the Hedgehog, of gerelateerde vrienden, in voorkomt, gesorteerd op console.

## Sega Mega Drive
- Sonic the Hedgehog (1991)
- Sonic Eraser (1991)
- Sonic the Hedgehog 2 (1992)
- Sonic the Hedgehog Spinball (1993)
- Dr. Robotnik's Mean Bean Machine (1993)
- Sonic the Hedgehog 3 (1994)
- Sonic & Knuckles (1994)
- Sonic Compilation (1995) (compilatie van Sonic the Hedgehog, Sonic the Hedgehog 2 en Dr. Robotnik's Mean Bean Machine)
- Sonic 3D: Flickies' Island/Sonic 3D Blast (1996)

### Sega Mega-CD
- Sonic the Hedgehog CD (1993)

## Sega Master System
- Sonic the Hedgehog (1991)
- Sonic the Hedgehog 2 (1992)
- Sonic Chaos (1993)
- Sonic the Hedgehog Spinball (1993)
- Dr. Robotnik's Mean Bean Machine (1994)
- Sonic Blast (1997)

## Sega Game Gear
- Sonic the Hedgehog (1991)
- Sonic the Hedgehog 2 (1992)
- Sonic Chaos (1993)
- Sonic the Hedgehog Spinball (1993)
- Dr. Robotnik's Mean Bean Machine (1993)
- Sonic Drift (1994)
- Sonic Triple Trouble (1994)
- Sonic Drift 2 (1995)
- Tails Adventure (1995)
- Sonic 2 in 1 (compilatie van Sonic the Hedgehog 2 en Sonic Spinball)
- Sonic Labyrinth (1995)
- Tails' Skypatrol (1994)
- Sonic Blast (1996)

## Sega Pico
- Sonic Gameworld (1994)
- Tails and The Music Maker (1994)

## Sega MeganetModem
- Sonic Eraser (1991)

## Sega Saturn
- Sonic Jam (1997)
- Sonic R (1997)
- Sonic 3D: Flickies' Island/Sonic 3D Blast (1997)

## Sega Dreamcast
- Sonic Adventure (1998)
- Sonic Shuffle (2000)
- Sonic Adventure 2 (2001)

## Sega 32X
- Knuckles' Chaotix (1995)

## Pc
- Sonic's Schoolhouse (1996)
- Sonic the Hedgehog CD (1996)
- Sonic 3D: Flickies' Island/Sonic 3D Blast (1997)
- Sonic & Knuckles Collection (1996/1997; compilatie van Sonic the Hedgehog 3, Sonic & Knuckles en Sonic 3 & Knuckles)
- Sonic R (1997)
- Sonic Adventure DX: Director's Cut (2003)
- Sonic Heroes (2004)
- Sonic the Hedgehog Spinball (2010; wat deel uitmaakt van Sega Smash Pack 1)
- Sega Smash Pack 2 (2000)
- Sonic Mega Collection Plus (2006)
- Sonic Riders (2006)
- Sonic Mega Collection (2007)
- Sonic PC Collection (2009)
- Sonic & Sega All-Stars Racing (2010)
- Sonic Generations (2011)
- Sonic The Hedgehog Real Arcade
- Sonic Hits Collection (2013)
- Sonic & All-Stars Racing Transformed (2013)
- Sonic Lost World (2015)
- Sonic Mania (2017)
- Sonic Forces (2017)
- Team Sonic Racing (2019)
- Sonic Colours: Ultimate (2021)
- Sonic Frontiers (2022)
- Sonic Superstars (2023)
- Sonic X Shadow Generations (2024)

## Neo-Geo Pocket
- Sonic the Hedgehog Pocket Adventure (1999)

## Game Boy Advance
- Sonic the Hedgehog (2006)
- Sonic Advance (2001)
- Sonic Advance 2 (2002)
- Sonic Pinball Party (2003)
- Sonic Battle (2003)
- Sonic Advance 3 (2004)

## Nintendo DS
- Sonic Rush (2005)
- Sonic Rush Adventure (2007)
- Sonic Chronicles: The Dark Brotherhood (2008)
- Mario & Sonic op de Olympische Spelen (2008)
- Mario & Sonic op de Olympische Winterspelen (2009)
- Sonic & Sega All-Stars Racing (2010)
- Sonic Colours (2010)
- Sonic Classic Collection (2010)

## Nintendo 3DS
- Sonic Generations (2011)
- Sonic Blast (2012)
- Sonic Drift 2 (2012)
- Sonic Labyrinth (2012)
- Sonic Triple Trouble (2012)
- Mario & Sonic op de Olympische Spelen: Londen 2012 (2012)
- Dr. Robotnik's Mean Bean Machine (2013)
- Sonic the Hedgehog (2013)
- Sonic Lost World (2013)
- Tails Adventure (2013)
- Mario & Sonic op de Olympische Winterspelen: Sotsji 2014 (2013)
- Sonic & All-Stars Racing Transformed (2013)
- Sonic Boom; Shattered Crystal (2014)
- Sonic Boom: Fire and Ice (2016)

## Nintendo Gamecube
- Sonic Adventure 2 Battle (2001)
- Sonic Mega Collection (2002)
- Sonic Adventure DX: Director's Cut (2003)
- Sonic Heroes (2003)
- Sonic Gems Collection (2005)
- Shadow the Hedgehog (2005)
- Sonic Riders (2006)

## Virtual Console
- Dr. Robotnik's Mean Bean Machine (2006)
- Sonic the Hedgehog (2006 / 2008)
- Sonic 3D Blast (2007)
- Sonic 3D (2007)
- Sonic the Hedgehog Spinball (2007)
- Sonic the Hedgehog 2 (2007)
- Sonic the Hedgehog 3 (2007)
- Sonic & Knuckles (2009)
- Sonic Chaos (2009)

## 3DS Virtual Console
- Sonic the Hedgehog: Triple Trouble (2012)

## Wii
- Mario & Sonic op de Olympische Spelen (2007)
- Mario & Sonic op de Olympische Winterspelen (2009)
- Sonic the Hedgehog Spinball (2007)
- Sonic and the Secret Rings (2007)
- Sonic Riders: Zero Gravity (2007/2008)
- Super Smash Bros. Brawl (2008)
- Sonic Unleashed (2008)
- Sonic and the Black Knight (2009)
- Sonic & Sega All-Stars Racing (2010)
- Sonic Colours (2010)

## Wii U
- Sonic & All-Stars Racing Transformed (2012)
- Sonic Lost World (2013)
- Mario & Sonic op de Olympische Winterspelen: Sotsji 2014 (2013)
- Sonic Boom: Rise of Lyric (2014)
- Mario & Sonic op de Olympische Spelen: Rio 2016 (2016)

## Nintendo Switch
- Sonic Mania (2017)
- Sonic Forces (2017)
- Team Sonic Racing (2019)
- Mario & Sonic op de Olympische Spelen: Tokio 2020 (2020)
- Sonic Colors: Ultimate (2021)
- Sonic Origins (2022, compilatiespel)
- Sonic Frontiers (2022)
- Sonic Superstars (2023)
- Sonic X Shadow Generations (2024)

## PlayStation 2
- Sonic Heroes (2003)
- Sonic Mega Collection Plus (2004)
- Sonic Gems Collection (2005)
- Shadow the Hedgehog (2005)
- Sonic Riders (2006)
- Sonic Riders: Zero Gravity (2008)
- Sonic Unleashed (2008)

## PlayStation 3
- Sonic the Hedgehog (2006)
- Sonic Unleashed (2008)
- Sonic & Sega All-Stars Racing (2010)
- Sonic's Ultimate Genesis Collection (2009)
- Sonic Generations (2011)
- Sonic & All-Stars Racing Transformed (2012)

## PlayStation 4
- Sonic Mania (2017)
- Sonic Forces (2017)
- Team Sonic Racing (2019)
- Sonic Colors: Ultimate (2021)
- Sonic Origins (2022, compilatiespel)
- Sonic Frontiers (2022)
- Sonic Superstars (2023)
- Sonic X Shadow Generations (2024)

## PlayStation 5
- Sonic Origins (2022, compilatiespel)
- Sonic Frontiers (2022)
- Sonic Superstars (2023)
- Sonic X Shadow Generations (2024)

## PlayStation Portable
- Sonic Rivals (2006)
- Sonic Rivals 2 (2007)

## PlayStation Vita
- Sonic & All-Stars Racing Transformed (2012)

## PlayStation Network
- Sonic Adventure (2010)
- Sonic Adventure 2 (2012)
- Sonic Heroes (2012)
- Sonic the Hedgehog 4: Episode I (2010)
- Sonic the Hedgehog 4: Episode II (2012)

## Xbox
- Sonic Heroes (2003)
- Sonic Mega Collection Plus (2004)
- Shadow the Hedgehog (2005)
- Sonic Riders (2006)

## Xbox 360
- Sonic the Hedgehog (2006)
- Sonic Unleashed (2008)
- Sonic's Ultimate Genesis Collection (2009)
- Sonic & Sega All-Stars Racing (2010)
- Sonic Generations (2011)
- Sonic & All-Stars Racing Transformed (2012)
- Sonic Free Riders (2010)

## Xbox One
- Sonic Mania (2017)
- Sonic Forces (2017)
- Team Sonic Racing (2019)
- Sonic Colors: Ultimate (2021)
- Sonic Origins (2022, compilatiespel)
- Sonic Frontiers (2022)
- Sonic Superstars (2023)
- Sonic X Shadow Generations (2024)

## Xbox Series
- Sonic Origins (2022, compilatiespel)
- Sonic Superstars (2023)
- Sonic X Shadow Generations (2024)

## Xbox Live Arcade
- Sonic the Hedgehog (2007)
- Sonic the Hedgehog 2 (2007)
- Sonic the Hedgehog 3 (2009)
- Sonic & Knuckles (2009)
- Sonic Adventure (2010)
- Sonic the Hedgehog 4: Episode I (2010)
- Sonic the Hedgehog 4: Episode II (2012)
- Sonic Adventure 2 (2012)

## Nokia N-Gage
- SonicN (2003)

## Android
- Sonic the Hedgehog 4: Episode I (2010)
- Sonic the Hedgehog 4: Episode II (2012)
- Sonic Advance (2011)
- Sonic the Hedgehog CD (2011)
- Sonic Jump (2012)
- Sonic Dash (2013)
- Sonic the Hedgehog 2 (2013)
- Sonic the Hedgehog (2013)
- Sonic Jump Fever (2014)
- Sonic Dash 2: Sonic Boom (2016)

## iPad
- Sonic the Hedgehog (2007)
- Sonic the Hedgehog Spinball (2010)
- Sonic CD (2011)
- Sonic & Sega All-Stars Racing (2011)
- Sonic the Hedgehog 4: Episode I (2011)
- Sonic the Hedgehog 4: Episode II (2012)
- Sonic the Hedgehog 2 (2013)
- Sonic & All-Stars Racing Transformed (2014)

## iPhone
- Sonic the Hedgehog (2009)
- Sonic the Hedgehog 2 (2010)
- Sonic at the Olympic Winter Games (2010)[1]
- Sonic the Hedgehog Spinball (2010)
- Sonic the Hedgehog 4: Episode I (2010)
- Sonic CD (2011)
- Sonic & Sega All-Stars Racing (2011)
- Sonic the Hedgehog 4: Episode II (2012)
- Sonic Dash (2013)
- Sonic & All-Stars Racing Transformed (2014)

## Arcade
- Waku Waku Sonic Patrol Car (1991)
- UFO Mini: Sega Sonic (1992)
- SegaSonic Cosmo Fighter Galaxy Patrol (1993)
- SegaSonic The Hedgehog (1993)
- Sonic the Hedgehog 2 (1993)
- SegaSonic Popcorn Shop (1993)
- Sonic's Space Tours (1994)
- Sonic the Fighters (1996)
- Sonic the Hedgehog AWP (1997)
- Sonic & Tails Spinner (2002)
- CR Sonic (2003)
- Sonic Spinner (2007)
- Sonic Live! (2008)
- Sonic & Sega All-Stars Racing (2011)